# Saint-Projet-Saint-Constant
 Saint-Projet-Saint-Constant  là một xã ở tỉnh Charente phía tây nước Pháp. Xã này có diện tích 16,94 km², dân số năm 1999 là 920 người. Khu vực này có độ cao trung bình 108 mét trên mực nước biển.